# Apollino

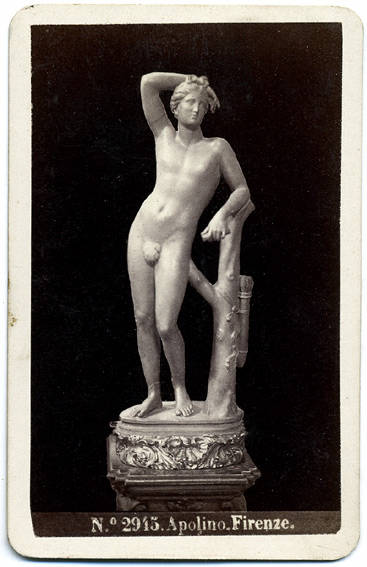
Fotografía del.

Apollino o Apolo Médici es la denominación de una escultura antigua conservada en la Galeria degli Uffizi, copia romana de un original helenístico que representa al dios Apolo en su tipología de Apolo Licio.
Su cabeza tiene proporciones similares a la de la Afrodita Cnidia de Praxíteles, lo que ha permitido argumentar que deriva de un original del mismo Praxíteles, o al menos identificar la pieza con el estilo praxitélico. Para otros su estilo es ecléctico, mezcla de varios estilos del "segundo clasicismo" de época romana. Su pose puede indicar que sostenía un arco en su brazo izquierdo.
Se halló en Roma en el siglo XVII, aunque su exacta procedencia se desconoce. Pasó inicialmente a la colección Borghese y posteriormente a la Villa Medici, donde se registra la pieza en 1704.  Al contrario que otras esculturas antiguas de la colección Médici, no se trasladó a Florencia por el gran duque Cosme III, permaneciendo en Roma hasta 1769-70, cuando fue llevada a Florencia junto al Grupo Níobe. Aunque desde entonces decayó en fama, Johann Joachim Winckelmann indicó en su correspondencia que en su época todavía seguía siendo una de las esculturas más copiadas. Percy Bysshe Shelley la admiró en su visita a la Tribuna de los Uffizi:

It is difficult to conceive anything more delicately beautiful than the Ganymede; but the spirit-like lightness, the softness, the flowing perfection of [the Apollino's] forms, surpass it. The countenance, though exquisitely lovely and gentle, is not divine. There is a womanish vivacity of winning yet passive happiness, and yet a boyish inexperience exceedingly delightful. Through the limbs there seems to flow a spirit of life which gives them lightness. Nothing can be more perfectly lovely than the legs, and the union of the feet with the ankles, and the fading away of the lines of the feet to the delicate extremities. It is like a spirit even in dreams. The neck is long yet full, and sustains the head with its profuse and knotted hair as if it needed no sustaining.

En 1840 se rompió como consecuencia de la caída sobre él de una pintura de la misma Galería Uffizi; y fue restaurado por Lorenzo Bartolini, que cubrió la estatua completamente con una capa de pintura para distinguir los añadidos.
Además de las muchas copias realizadas en los siglos XVII y XVIII, el escultor francés Jean-Baptiste Vietty realizó una copia del Apollino que se conserva en el Musée des Beaux-Arts de Lyon.

## Otros "Apollinos"
También hay una escultura arcaica griega del tipo kouros denominada "Apollino Milani" (Museo Arqueológico Nacional de Florencia), uno en relieve, de Niccolò Bazzanti en la Galleria d'Arte Pietro Bazzanti e Figlio de Florencia, y otro en el Museo Civico Revoltella de Trieste.